# Cyathea tomentosissima
Espèce
Statut CITES
Cyathea tomentosissima est une espèce de fougère arborescente originaire de la Nouvelle-Guinée.